# Districts de la Tchéquie
Les districts de la Tchéquie sont issus d'une division de la Tchécoslovaquie en 1960 (en tchèque : okres, au pluriel okresy). Cette nouvelle division n’a pas pris en compte les anciennes divisions traditionnelles et les liens locaux. En Tchéquie il y avait 75 districts ; un 76e district, le district de Jeseník a été créé par la division du district de Šumperk. Trois étaient composés uniquement de villes statutaires (statutární města, sing. město) Brno, Ostrava et Plzeň qui obtinrent le statut de district en 1971. Prague (Hlavní město Praha) a un statut spécial, mais les dix districts de Prague (obvody) étaient, d'une certaine manière, équivalent aux okres.
Une réforme entrée en vigueur en janvier 2003 remplaça les districts par 204 municipalités aux compétences étendues (obce s rozšířenou působností; also obce III. stupně), appelée non-officiellement « petits districts » (tchèque : malé okresy), qui prirent la majeure partie de l’autorité des anciens districts. Certaines de ces nouvelles municipalités ont elles-mêmes été divisées par des Commission d'autorité locale (obce s pověřeným obecním úřadem, ou plus simplement pověřená obec, pl. pověřené obce). Les anciens districts subsistent comme unité territoriale et restent le siège de certains bureaux, notamment des tribunaux. En 2007, les limites des districts ont été légèrement ajustées et il y a dorénavant 119 municipalités au sein de différents districts.

## Liste
| Région (Kraj)                                   | District (Okres)    | Superficie (km2) | Population (2002) | Nombre de communes |
| ----------------------------------------------- | ------------------- | ---------------- | ----------------- | ------------------ |
| Région de Karlovy Vary (Karlovarský kraj)       | Cheb                | 933              | 89 107            | 40                 |
| Région de Karlovy Vary (Karlovarský kraj)       | Karlovy Vary        | 1628             | 121 886           | 53                 |
| Région de Karlovy Vary (Karlovarský kraj)       | Sokolov             | 753              | 93 227            | 38                 |
| Bohême centrale (Středočeský kraj)              | Benešov             | 1524             | 93 220            | 118                |
| Bohême centrale (Středočeský kraj)              | Beroun              | 662              | 76 101            | 85                 |
| Bohême centrale (Středočeský kraj)              | Kladno              | 692              | 150 181           | 100                |
| Bohême centrale (Středočeský kraj)              | Kolín               | 846              | 95 523            | 89                 |
| Bohême centrale (Středočeský kraj)              | Kutná Hora          | 917              | 73 337            | 88                 |
| Bohême centrale (Středočeský kraj)              | Mělník              | 712              | 94 868            | 69                 |
| Bohême centrale (Středočeský kraj)              | Mladá Boleslav      | 1058             | 114 042           | 120                |
| Bohême centrale (Středočeský kraj)              | Nymburk             | 876              | 84 784            | 87                 |
| Bohême centrale (Středočeský kraj)              | Prague-Est          | 584              | 98 453            | 110                |
| Bohême centrale (Středočeský kraj)              | Prague-Ouest        | 586              | 86 777            | 79                 |
| Bohême centrale (Středočeský kraj)              | Příbram             | 1628             | 107 260           | 120                |
| Bohême centrale (Středočeský kraj)              | Rakovník            | 930              | 54 128            | 83                 |
| Région de Hradec Králové (Královéhradecký kraj) | Hradec Králové      | 875              | 159 622           | 104                |
| Région de Hradec Králové (Královéhradecký kraj) | Jičín               | 887              | 77 368            | 111                |
| Région de Hradec Králové (Královéhradecký kraj) | Náchod              | 851              | 112 448           | 78                 |
| Région de Hradec Králové (Královéhradecký kraj) | Rychnov nad Kněžnou | 998              | 79 003            | 80                 |
| Région de Hradec Králové (Královéhradecký kraj) | Trutnov             | 1147             | 119 996           | 75                 |
| Région de Liberec (Liberecký kraj)              | Česká Lípa          | 1137             | 106 411           | 57                 |
| Région de Liberec (Liberecký kraj)              | Jablonec nad Nisou  | 402              | 88 232            | 34                 |
| Région de Liberec (Liberecký kraj)              | Liberec             | 925              | 158 988           | 59                 |
| Région de Liberec (Liberecký kraj)              | Semily              | 699              | 74 660            | 65                 |
| Moravie-Silésie (Moravskoslezský kraj)          | Bruntál             | 1658             | 104 480           | 67                 |
| Moravie-Silésie (Moravskoslezský kraj)          | Frýdek-Místek       | 1273             | 226 592           | 72                 |
| Moravie-Silésie (Moravskoslezský kraj)          | Karviná             | 347              | 277 244           | 17                 |
| Moravie-Silésie (Moravskoslezský kraj)          | Nový Jičín          | 918              | 159 473           | 54                 |
| Moravie-Silésie (Moravskoslezský kraj)          | Opava               | 1144             | 180 769           | 77                 |
| Moravie-Silésie (Moravskoslezský kraj)          | Ostrava-Ville       | 214              | 314 102           | 13                 |
| Région d'Olomouc (Olomoucký kraj)               | Jeseník             | 719              | 42 251            | 24                 |
| Région d'Olomouc (Olomoucký kraj)               | Olomouc             | 1451             | 224 156           | 97                 |
| Région d'Olomouc (Olomoucký kraj)               | Přerov              | 884              | 138 895           | 104                |
| Région d'Olomouc (Olomoucký kraj)               | Prostějov           | 770              | 109 524           | 97                 |
| Région d'Olomouc (Olomoucký kraj)               | Šumperk             | 1316             | 125 924           | 78                 |
| Région de Pardubice (Pardubický kraj)           | Chrudim             | 1030             | 104 748           | 108                |
| Région de Pardubice (Pardubický kraj)           | Pardubice           | 889              | 160 251           | 112                |
| Région de Pardubice (Pardubický kraj)           | Svitavy             | 1335             | 101 832           | 116                |
| Région de Pardubice (Pardubický kraj)           | Ústí nad Orlicí     | 1265             | 138 753           | 115                |
| Région de Plzeň (Plzeňský kraj)                 | Domažlice           | 1140             | 58 895            | 85                 |
| Région de Plzeň (Plzeňský kraj)                 | Klatovy             | 1939             | 87 680            | 94                 |
| Région de Plzeň (Plzeňský kraj)                 | Plzeň-Nord          | 1323             | 73 610            | 98                 |
| Région de Plzeň (Plzeňský kraj)                 | Plzeň-Sud           | 1080             | 68 495            | 93                 |
| Région de Plzeň (Plzeňský kraj)                 | Plzeň-Ville         | 125              | 163 791           | 15                 |
| Région de Plzeň (Plzeňský kraj)                 | Rokycany            | 575              | 45 574            | 68                 |
| Région de Plzeň (Plzeňský kraj)                 | Tachov              | 1379             | 51 329            | 51                 |
| Prague (Hlavní město Praha)                     | Prague              | 496              | 1 181 610         | 1                  |
| Bohême-du-Sud (Jihočeský kraj)                  | České Budějovice    | 1625             | 178 523           | 109                |
| Bohême-du-Sud (Jihočeský kraj)                  | Český Krumlov       | 1615             | 59 817            | 45                 |
| Bohême-du-Sud (Jihočeský kraj)                  | Jindřichův Hradec   | 1944             | 92 846            | 106                |
| Bohême-du-Sud (Jihočeský kraj)                  | Písek               | 1138             | 70 419            | 75                 |
| Bohême-du-Sud (Jihočeský kraj)                  | Prachatice          | 1375             | 51 410            | 65                 |
| Bohême-du-Sud (Jihočeský kraj)                  | Strakonice          | 1032             | 69 496            | 112                |
| Bohême-du-Sud (Jihočeský kraj)                  | Tábor               | 1327             | 102 586           | 110                |
| Moravie du Sud (Jihomoravský kraj)              | Blansko             | 943              | 107 454           | 116                |
| Moravie du Sud (Jihomoravský kraj)              | Břeclav             | 1173             | 123 265           | 63                 |
| Moravie du Sud (Jihomoravský kraj)              | Brno-Ville          | 230              | 729 509           | 1                  |
| Moravie du Sud (Jihomoravský kraj)              | Brno-Campagne       | 1108             | 161 269           | 187                |
| Moravie du Sud (Jihomoravský kraj)              | Hodonín             | 1086             | 158 602           | 82                 |
| Moravie du Sud (Jihomoravský kraj)              | Vyškov              | 889              | 114 061           | 79                 |
| Moravie du Sud (Jihomoravský kraj)              | Znojmo              | 1637             | 114 061           | 144                |
| Région d'Ústí nad Labem (Ústecký kraj)          | Chomutov            | 935              | 124 744           | 44                 |
| Région d'Ústí nad Labem (Ústecký kraj)          | Děčín               | 909              | 133 631           | 52                 |
| Région d'Ústí nad Labem (Ústecký kraj)          | Litoměřice          | 1032             | 114 497           | 105                |
| Région d'Ústí nad Labem (Ústecký kraj)          | Louny               | 1118             | 85 830            | 70                 |
| Région d'Ústí nad Labem (Ústecký kraj)          | Most                | 467              | 116 786           | 26                 |
| Région d'Ústí nad Labem (Ústecký kraj)          | Teplice             | 469              | 126 635           | 34                 |
| Région d'Ústí nad Labem (Ústecký kraj)          | Ústí nad Labem      | 405              | 117 589           | 23                 |
| Région de Vysočina (Vysočina)                   | Havlíčkův Brod      | 1265             | 94 778            | 120                |
| Région de Vysočina (Vysočina)                   | Jihlava             | 1180             | 108 404           | 123                |
| Région de Vysočina (Vysočina)                   | Pelhřimov           | 1290             | 72 219            | 120                |
| Région de Vysočina (Vysočina)                   | Třebíč              | 1518             | 116 415           | 167                |
| Région de Vysočina (Vysočina)                   | Žďár nad Sázavou    | 1672             | 118 216           | 174                |
| Région de Zlín (Zlínský kraj)                   | Kroměříž            | 799              | 107 852           | 79                 |
| Région de Zlín (Zlínský kraj)                   | Uherské Hradiště    | 991              | 143 763           | 78                 |
| Région de Zlín (Zlínský kraj)                   | Vsetín              | 1143             | 145 875           | 61                 |
| Région de Zlín (Zlínský kraj)                   | Zlín                | 1030             | 192 994           | 89                 |